# Crank That (Soulja Boy)
"Crank That (Soulja Boy)" é o primeiro single do rapper estadunidense Soulja Boy em seu primeiro álbum de estúdio, Souljaboytellem.com. Permaneceu sete semanas no primeiro lugar no Hot 100 da Billboard.
No clipe da música Souja Boy aparece fazendo uma dança que virou febre na Internet. O single foi a música de abertura do filme The Fast and the Furious 4  (br: Velozes e Furiosos 4).

## Performance nas paradas

### Posições
| Top (2007)                                       | Melhor posição |
| ------------------------------------------------ | -------------- |
| Estados Unidos - Billboard Hot 100               | 1              |
| Estados Unidos - Billboard Hot R&B/Hip-Hop Songs | 3              |
| Estados Unidos - Billboard Pop 100               | 2              |
| Estados Unidos - Billboard Hot Rap Tracks        | 1              |
| Canadá - Hot 100 Singles                         | 5              |
| Austrália - Parada de Singles ARIA               | 5              |
| França - Parada de Singles                       | 29             |
| Nova Zelândia - Parada de Singles RIANZ          | 2              |
| Reino Unido - UK Singles Chart                   | 2              |
| Irlanda - Parada de Singles                      | 10             |